# Share (album de CoCo)
Pour les articles homonymes, voir Share (homonymie).
Albums de CoCo
Straight
(1991) Sylph
(1992)
Compilations par CoCo
CoCo Ichiban!
(1991)
Singles
Share est le 4e album original du groupe de J-pop CoCo, sorti en 1992.

## Présentation
L'album sort le 25 mars 1992 au Japon sous le label Pony Canyon, aux formats CD et K7. Il atteint la 13e place du classement des ventes de l'Oricon, et reste classé pendant quatre semaines. 
L'album contient dix pistes, dont deux titres déjà parus sur le huitième single du groupe sorti quatre mois auparavant : Yume Dake Miteru ; la chanson-titre a cependant été modifiée pour l'album. Les titres ont été écrits par divers artistes, dont Neko Oikawa qui a écrit les paroles de deux d'entre eux. Cinq des titres sont interprétés en solo par chacune des membres du groupe, avec les autres aux chœurs.
C'est le dernier album original du groupe avec Azusa Senō, qui le quitte deux mois plus tard pour continuer sa carrière en solo ; elle continuera cependant à figurer en couverture des compilations ultérieures du groupe, avec les quatre autres membres. 

## Liste des titres
| 1.  | Sayonara (さよなら)                                                     | 4:24 |
| 2.  | Onegai Hold Me Tight (お願いHOLD ME TIGHT) (Face B de Yume Dake Miteru) | 3:57 |
| 3.  | Ikanaide Natsuyasumi (行かないで夏休み) (par Mikiyo Ōno et CoCo)        | 5:26 |
| 4.  | Mugon no Falsetto (無言のファルセット) (par Erika Haneda et CoCo)       | 5:06 |
| 5.  | Egao de No-Side (笑顔でNo-Side) (par Maki Miyamae et CoCo)              | 4:08 |
| 6.  | Anata to Ita Kisetsu (あなたといた季節) (par Rieko Miura et CoCo)       | 4:06 |
| 7.  | Nanika ga Michi wo Yattekuru (何かが道をやってくる) (Azusa Senō, CoCo)  | 3:54 |
| 8.  | Himawari (ひまわり)                                                     | 4:50 |
| 9.  | Yume Dake Miteru (album version) (夢だけ見てる...)                      | 5:21 |
| 10. | Onaji Hoshi no Ue de... (同じ星の上で…)                                 | 4:51 |